# 2. deild 2022
La 2. deild 2022 fue la 47.ª temporada de fútbol de tercer nivel de las Islas Feroe. La temporada comenzó el 9 de abril de 2022 y finalizó el 8 de octubre del mismo año.

## Equipos
- Skála ÍF II
- B68 II
- ÍF II
- FC Hoyvík
- NSÍ III
- 07 Vestur III
- AB II
- KÍ III
- FC Suðuroy
- EB/Streymur II

## Tabla de posiciones
| Pos. | Equipo         | Pts. | PJ | G  | E | P  | GF | GC | Dif. | Clasificación 2022          |
| ---- | -------------- | ---- | -- | -- | - | -- | -- | -- | ---- | --------------------------- |
| 1    | B68 II         | 47   | 18 | 15 | 2 | 1  | 81 | 19 | +62  | Ascenso a la 1. deild 2023  |
| 2    | Skála ÍF II    | 38   | 18 | 12 | 2 | 4  | 63 | 23 | +40  |                             |
| 3    | EB/Streymur II | 38   | 18 | 11 | 5 | 2  | 61 | 22 | +39  | Ascenso a la 1. deild 2023  |
| 4    | FC Suðuroy     | 36   | 18 | 11 | 3 | 4  | 75 | 26 | +49  |                             |
| 5    | AB II          | 31   | 18 | 9  | 4 | 5  | 47 | 27 | +20  |                             |
| 6    | FC Hoyvík      | 19   | 18 | 6  | 1 | 11 | 40 | 65 | −25  | Ascenso a la 1. deild 2023  |
| 7    | NSÍ III        | 19   | 18 | 6  | 1 | 11 | 41 | 76 | −35  |                             |
| 8    | ÍF II          | 13   | 18 | 3  | 4 | 11 | 24 | 71 | −47  |                             |
| 9    | KÍ III         | 9    | 19 | 2  | 3 | 14 | 26 | 73 | −47  |                             |
| 10   | 07 Vestur III  | 7    | 18 | 2  | 1 | 15 | 8  | 64 | −56  | Descenso a la 3. deild 2023 |

Actualizado a los partidos jugados el 8 de octubre de 2022.
 Fuente: Faroe Soccer

## Goleadores
- Actualizado el 8 de octubre de 2022.

| Pos. | Jugador            | Equipo         | Goles |
| ---- | ------------------ | -------------- | ----- |
| 1    | Óli Olsen          | B68 II         | 16    |
| 2    | Ari Poulsen        | FC Suðuroy     | 15    |
| 3    | Frank Poulsen      | Skála II       | 11    |
|      | Hans Fríður Müller | FC Suðuroy     | 11    |
|      | Fríði Holm         | FC Suðuroy     | 11    |
| 6    | Arnbjørn Hansen    | EB/Streymur II | 9     |
|      | Hjarnar Johansen   | B68 II         | 9     |
|      | Hugin Ferber       | FC Hoyvík      | 9     |